# Hachemi Jegham
Hachemi Jegham (arabe : الهاشمي جغام), né le 1er novembre 1937 à Sousse, est un avocat et militant des droits de l'homme tunisien.

## Biographie
Il poursuit ses études primaires et secondaires à Sousse puis obtient son diplôme de fin d'études en 1957 au Collège Sadiki. Après avoir obtenu son baccalauréat en 1961 et sa licence en droit à Tunis et Paris, il obtient son diplôme d'études supérieures en droit public en 1974 et entre au barreau la même année.
Très actif dès son jeune âge, il préside la Jeunesse scolaire de 1955 à 1956 et siège comme membre de la commission administrative de l'Union générale des étudiants de Tunisie en 1955. Il est aussi rédacteur en chef du journal L'Étudiant tunisien entre 1957 et 1959. Durant ses années d'études à Paris, il fonde en 1963, avec Ahmed Smaoui, Mohamed Charfi, Mohamed Mahfoud, Khemaïs Chammari, Hassen Ouardani, Abdelhamid Mezghenni et Noureddine Ben Khedher, le Groupe d'études et d'action socialiste tunisien. Ce groupe édite une revue intitulée Perspectives puis Perspectives tunisiennes.
Avec Noureddine Ben Khedher et Mahmoud Ben Romdhane, il fonde la section tunisienne d'Amnesty International dont il est président de 1986 à 2004. Il est aussi membre fondateur du Centre arabe pour l'indépendance de la magistrature (Le Caire) en 1990 et vice-président du Centre tunisien pour l'indépendance de la justice et des avocats. Il préside le Comité supérieur des droits de l'homme en 2011.
Hachemi Jegham est marié et père de deux enfants.

## Publications
- La Constitution tunisienne de 1861, Tunis, Chems, 1989, 167 p. (OCLC 27764498).